# باروکو
باروکو (Barocco) فیلمی فرانسوی هیجان انگیز و رمانتیک به کارگردانی آندره تشینه که در سال ۱۹۷۶ منتشر شد. هویت، رستگاری و قیام موضوع اصلی فیلم است.
این فیلم سه جایزه سزار را به دست آورد: بهترین بازیگر نقش مکمل، بهترین فیلمبرداری و بهترین موسیقی.

## بازیگران
- ایزابل آجانی در نقش Laure
- ژرار دوپاردیو در نقش سامسون و سامسون قاتل
- مری-فرانس پیزیه به عنوان نلی
- ژان-کلود بریالی در نقش والت
- Julien Guiomar در نقش Gauthier
- Hélène Surgère در نقش آنتوانت
- کلود براسر در نقش ژول

## عنوان
تشینه عنوان فیلم را از کار باروکو (۱۹۷۴) نوشته سورو ساردای یک شاعر کوبایی و نظریه پرداز فرهنگی تبعید در پاریس اقتباس کرده‌است.

## نقد
این فیلم در دنیای سینما به جای واقعیت ریشه دارد. باروکو بیش از همه به فیلم‌های آلفرد هیچکاک اشاره می‌کند.  . 

## جوایز و نامزدی‌ها
باروکو مورد استقبال منتقدان قرار گرفت. در سال ۱۹۷۷ جایزه سزار نامزد ۹ جایزه شد.
- جایزه سزار (فرانسه)
  - برنده: بهترین بازیگر نقش مکمل زن، نقش حمایت (Marie-France Pisier)
  - برنده: بهترین فیلمبرداری (Bruno Nuytten; با Meilleure façon de marcher)
  - برنده: بهترین موسیقی (Philippe سرده)
  - نامزد: بهترین بازیگر نقش مکمل زن، نقش پیشرو (Isabelle Adjani)
  - نامزد: بهترین کارگردانی (آندره تشینه)
  - نامزد: بهترین تدوین (کلودین Merlin)
  - نامزد: بهترین فیلم
  - نامزد: بهترین طراحی تولید (فردینندو Scarfiotti)
  - نامزد: بهترین صدا (پل Lainé)